# Руси Динев
Руси Тенев Динев е български политик. Кмет на Стара Загора в периода 8 юли 1971 – 20 декември 1973 г.

## Биография
Роден е през 1927 г. в село Кравино. Завършва в София висше икономическо образование. След това работи във Военния завод в Карлово, в Окръжния комитет на БКП, Общинския народен съвет и в Окръжния съвет на Отечествения фронт в Стара Загора.